# Пророческая хроника
Проро́ческая хро́ника (лат. Chronica Prophetica) — раннесредневековое латиноязычное анонимное сочинение, написанное в 883 году и содержащее ценные сведения по истории Пиренейского полуострова VIII—IX веков. Получила название по своей начальной части, в которой автор хроники уделил большое внимание толкованию одного из пророчеств Иезекииля. Вместе с «Хроникой Альфонсо III» и «Хроникой Альбельды» входит в так называемый «цикл хроник эпохи Альфонсо III».

## Описание

### Публикации
«Пророческая хроника» сохранилась в нескольких рукописях, из которых наиболее полная версия содержится в созданном в конце X — начале XI веков «Кодексе Роды».
Впервые текст хроники был напечатан в Мадриде в 1816 году. В 1932 году Мануэль Гомес-Морено осуществил новое издание хроники, основанное на тексте из «Кодекса Роды» и ставшее основой для всех последующих публикаций этого исторического источника. Этим же историком была установлена самостоятельность этого сочинения от других астурийских хроник и дано его современное название — «Пророческая хроника», в то время как ранее её считали одним из продолжений «Хроники Альбельды».

### Авторство хроники
«Пророческая хроника» была написана в 883 году. Содержащиеся в ней сведения о продолжительности правлений монархов Астурийского королевства и Кордовского эмирата, современных автору хроники, позволяют датировать её завершение 11 апреля того года. Вероятно, местом составления хроники был королевский двор правителей Астурии в Овьедо.
Хотя «Пророческая хроника» является анонимным сочинением, историки считают, что её автором, возможно, был диакон (впоследствии епископ Саламанки) Дульсидио. Составление им хроники историки связывают с осуществлённой им в конце 883 года по приказу короля Альфонсо III Великого поездкой в Кордову.

### Структура хроники
В структурном плане «Пророческая хроника» состоит из шести разделов, основанных на более ранних и бо́льшей частью не поддающихся идентификации источниках:
- Толкование пророчества из «Книги пророка Иезекииля» о Гоге и Исмаиле, первый из которых отождествлялся автором хроники с вестготами, а второй — с испанскими маврами. На основе пророчества Иезекииля о ста семидесяти годах правления Исмаила автором был сделан вывод о скором конце правления мусульман на землях Пиренейского полуострова. Это с нетерпением ожидавшееся им событие он датировал ноябрём 883 года. Историки предполагают, что подобные ожидания, вызванные разразившимся тогда политическим кризисом в Кордовском эмирате, были широко распространены в христианской Испании конца IX века. Однако историки также отмечают, что датировка падения власти мавров автором «Пророческой хроники» основана на его ошибочном, возможно, сделанном преднамеренно, свидетельстве о том, что арабское завоевание Пиренейского полуострова началось в 714 году, в то время как вторжение мусульман в Вестготское королевство в действительности было осуществлено в 711 году[1].
- Родословие правителей Кордовского эмирата от Авраама до Мухаммада I.
- Одно из первых латиноязычных жизнеописаний пророка Мухаммеда. Целиком основано на недостоверных сведениях, источник которых до сих пор не идентифицирован. Представляет основоположника ислама как ересиарха и лжепророка и передаёт несколько легенд, выставляющих Мухаммеда в неприглядном свете[6].
- Описание арабского завоевания Пиренейского полуострова. Содержит целый ряд ошибочных сведений: в том числе, отнесение даты вторжения Тарика ибн Зияда к 11 ноября 714 года. В «Пророческой хронике» также сообщается о сопротивлении маврам короля Родериха и о битве при Гвадалете. Причиной поражения вестготов автор хроники считал многочисленные грехи, которым, якобы, были подвержены вестготы[7].
- История начала Реконкисты, основанная, вероятно, на народных преданиях о короле Пелайо. Здесь же автор приводит список вали Аль-Андалуса и эмиров Кордовы с продолжительностью их правлений, а также сведения о нападениях, осуществлённых викингами на Пиренейский полуостров в 842 и 858 годах.
- Список правителей Астурии, начиная с Пелайо, которого автор хроники ошибочно считал внуком короля вестготов Родериха. Оригинальная часть списка заканчивается на правлении Альфонсо III Великого. Позднее к списку были добавлены сведения о последующих монархах до Рамиро II включительно.

### Значение хроники
Несмотря на наличие целого ряда недостоверных свидетельств, «Пророческая хроника» — ценное историческое сочинение, отразившее настроения придворных кругов и духовенства Астурийского королевства конца IX века. В комплексе со сведениями, сообщаемыми «Хроникой Альбельды» и «Хроникой Альфонсо III», она является одним из основных испано-христианских источников по истории Пиренейского полуострова VIII—IX веков.

## Издания
- На английском языке: Chronica Prophetica. Дата обращения: 1 ноября 2011. Архивировано 17 мая 2012 года.
- На русском языке: Пророческая хроника. Дата обращения: 1 ноября 2011.